# Władcy Austrii

## Marchia Wschodnia (Austriacka)(976-1156)

### Babenbergowie
| # | Imię                                            |          | Lata życia        | Lata życia                         | Czas rządów          | Czas rządów          | Rodzice                                       |
| # | Imię                                            | Urodzony | Zmarł             | Od                                 | Do                   |                      | Rodzice                                       |
| - | ----------------------------------------------- | -------- | ----------------- | ---------------------------------- | -------------------- | -------------------- | --------------------------------------------- |
| 1 | Leopold I Dostojny Leopold I. der Erlauchte     |          | ok. 940           | 10 lipca 994 Würzburg              | 21 lipca 976         | 10 lipca 994         | Arnulf I Judyta                               |
| 2 | Henryk I Mocny Heinrich I. der Starke           |          | ok. 980           | 23 czerwca 1018                    | 10 lipca 994         | 23 czerwca 1018      | Leopold I Babenberg Richwarda                 |
| 3 | Adalbert I Zwycięski Adalbert I. der Siegreiche |          | ok. 985           | 26 maja 1055 Melk                  | 23 czerwca 1018      | 26 maja 1055         | Leopold I Babenberg Richwarda                 |
| 4 | Ernest I Mężny Ernst I. der Strenge             |          | ok. 1027          | 10 czerwca 1075                    | 26 maja 1055         | 10 czerwca 1075      | Adalbert I Babenberg Frozza Orseolo           |
| 5 | Leopold II Piękny Leopold II. der Schöne        |          | 1050              | 12 października 1095 Gars am Kamp  | 10 czerwca 1075      | 12 października 1095 | Ernest I Mężny Adelajda Miśnieńska            |
| 6 | Leopold III Święty Leopold III. der Heilige     |          | 1073 Gars am Kamp | 15 listopada 1136 Wiedeń           | 12 października 1095 | 15 listopada 1136    | Leopold II Piękny Ida von Formbach-Ratelnberg |
| 7 | Leopold IV Szczodry Leopold IV. der Freigebige  |          | ok. 1108          | 18 października 1141 Niederalteich | 15 listopada 1136    | 18 października 1141 | Leopold III Święty Agnieszka von Waiblingen   |
| 8 | Henryk Jasomirgott Heinrich II. Jasomirgott     |          | 1107              | 13 stycznia 1177 Wiedeń            | 18 października 1141 | 17 września 1156     | Leopold III Święty Agnieszka von Waiblingen   |

## Księstwo Austriackie(1156-1457)
Tytuł księcia został nadany Babenbergom w 1156 (wydanie Privilegium Minus przez cesarza Fryderyka I Barbarossę).

### Babenbergowie
| # | Imię                                                  |          | Lata życia                      | Lata życia                          | Czas rządów      | Czas rządów      | Rodzice                                     |
| # | Imię                                                  | Urodzony | Zmarł                           | Od                                  | Do               |                  | Rodzice                                     |
| - | ----------------------------------------------------- | -------- | ------------------------------- | ----------------------------------- | ---------------- | ---------------- | ------------------------------------------- |
| 1 | Henryk Jasomirgott Heinrich II. Jasomirgott           |          | 1107                            | 13 stycznia 1177 Wiedeń             | 17 września 1156 | 13 stycznia 1177 | Leopold III Święty Agnieszka von Waiblingen |
| 2 | Leopold V Cnotliwy Leopold V. der Tugendreiche        |          | 1157                            | 31 grudnia 1194 Graz                | 13 stycznia 1177 | 31 grudnia 1194  | Henryk II Jasomirgott Teodora Komnena       |
| 3 | Fryderyk I Chrześcijanin Friedrich I. der Christliche |          | ok. 1175                        | 16 kwietnia 1198                    | 31 grudnia 1194  | 16 kwietnia 1198 | Leopold V Helena Węgierska                  |
| 4 | Leopold VI Sławny Leopold VI. der Glorreiche          |          | 15 października 1176            | 28 lipca 1230 San Germano           | 16 kwietnia 1198 | 28 lipca 1230    | Leopold V Helena Węgierska                  |
| 5 | Fryderyk II Bitny Friedrich II. Streitbare            |          | 15 czerwca 1201 Wiener Neustadt | 15 czerwca 1246 w bitwie nad Litawą | 28 lipca 1230    | 15 czerwca 1246  | Leopold VI Sławny Teodora Angelina          |

### Interegnum po wygaśnięciu dynastii Babenbergów
Po wygaśnięciu dynastii Babenbergów w linii męskiej z chwilą śmierci Fryderyka II Bitnego, jedynymi spadkobierczyniami dynastii zostały jego kuzynka Gertruda Babenberg oraz siostra Małgorzata Babenberg. Margrabia morawski Władysław II został uznany za księcia Austrii i poślubił Gertrudę, lecz wkrótce zmarł. W ten sposób otwarła się droga do następstwa dla jego młodszego brata Przemysła Ottokara II. Natomiast w sierpniu 1248 margrabia badeński Herman VI ożenił się Gertrudą, a 14 września 1248 papież Innocenty IV przyznał Hermanowi prawa do spadku po Babenberach. Przemysł Ottokar II, aby umocnić swoje roszczenia 11 lutego 1252 poślubił Małgorzatę.
| # | Imię                                                |          | Lata życia  | Lata życia                  | Czas rządów         | Czas rządów          | Rodzice                                  |
| # | Imię                                                | Urodzony | Zmarł       | Od                          | Do                  |                      | Rodzice                                  |
| - | --------------------------------------------------- | -------- | ----------- | --------------------------- | ------------------- | -------------------- | ---------------------------------------- |
| 1 | Władysław II Vladislav Pretendent                   |          | 1227        | 3 stycznia 1247             | 15 czerwca 1246     | 3 stycznia 1247      | Wacław I Czeski Kunegunda Hohenstauf     |
| 2 | Herman VI Badeński Hermann VI. von Baden Pretendent |          | ok. 1225    | 4 października 1250         | 14 września 1248    | 4 października 1250  | Herman V Badeński Irmengarda Brunszwicka |
| 3 | Fryderyk I Badeński Friedrich von Baden Pretendent  |          | 1249 Alland | 29 października 1268 Neapol | 4 października 1250 | 29 października 1268 | Herman VI Badeński Gertruda Babenberg    |
| 4 | Przemysł Ottokar II Ottokar II. Přemysl Pretendent  |          | ok. 1233    | 26 sierpnia 1278 Dürnkrut   | 1251                | 21 listopada 1276    | Wacław I Czeski Kunegunda Hohenstauf     |

### Habsburgowie
| #  | Imię                                        |          | Lata życia                   | Lata życia                         | Czas rządów       | Czas rządów                                           | Rodzice                                               |
| #  | Imię                                        | Urodzony | Zmarł                        | Od                                 | Do                |                                                       | Rodzice                                               |
| -- | ------------------------------------------- | -------- | ---------------------------- | ---------------------------------- | ----------------- | ----------------------------------------------------- | ----------------------------------------------------- |
| 1  | Rudolf I Rudolf I.                          |          | 1 maja 1218 Limburg nad Lahn | 15 lipca 1291 Spira                | 21 listopada 1276 | 27 grudnia 1282                                       | Albrecht IV von Habsburg Jadwiga von Kyburg           |
| 2  | Rudolf II Rudolf II.                        |          | 1270 Rheinfelden             | 10 maja 1290 Praga                 | 27 grudnia 1282   | 1 czerwca 1283 Abdykował                              | Rudolf I Habsburg Gertruda von Hohenberg              |
| 3  | Albrecht I Albrecht I.                      |          | lipiec 1255 Rheinfelden      | 1 maja 1308 Brugg                  | 27 grudnia 1282   | 1 maja 1308                                           | Rudolf I Habsburg Gertruda von Hohenberg              |
| 4  | Rudolf III Rudolf III.                      |          | ok. 1281                     | 3/4 lipca 1307 Horažďovice         | 21 listopada 1298 | 3/4 lipca 1307                                        | Albrecht I Habsburg Elżbieta Tyrolska                 |
| 5  | Leopold I Leopold I.                        |          | 4 sierpnia 1290 Wiedeń       | 28 lutego 1326 Strasburg           | 1 maja 1308       | 28 lutego 1326                                        | Albrecht I Habsburg Elżbieta Tyrolska                 |
| 6  | Fryderyk I Piękny Friedrich I. der Schöne   |          | 1289 Wiedeń                  | 13 stycznia 1330 Gutenstein        | 1 maja 1308       | 13 stycznia 1330                                      | Albrecht I Habsburg Elżbieta Tyrolska                 |
| 7  | Albrecht II Kulawy Albrecht II. der Lahme   |          | 12 grudnia 1298 Habsburg     | 16 sierpnia 1358 Wiedeń            | 13 stycznia 1330  | 16 sierpnia 1358                                      | Albrecht I Habsburg Elżbieta Tyrolska                 |
| 8  | Otto Wesoły Otto der Fröhliche              |          | 23 lipca 1301 Wiedeń         | 17 lutego 1339 Neuberg an der Mürz | 13 stycznia 1330  | 17 lutego 1339                                        | Albrecht I Habsburg Elżbieta Tyrolska                 |
| 9  | Fryderyk II Friedrich II.                   |          | 10 lutego 1327               | 11 grudnia 1344                    | 17 lutego 1339    | 11 grudnia 1344                                       | Otto Wesoły Elżbieta, córka księcia Bawarii Stefana I |
| 10 | Leopold II Leopold II.                      | 1328     | 10 sierpnia 1344             | 17 lutego 1339                     | 10 sierpnia 1344  | Otto Wesoły Elżbieta, córka księcia Bawarii Stefana I |                                                       |
| 11 | Rudolf IV Założyciel Rudolf IV. der Stifter |          | 1 listopada 1339 Wiedeń      | 27 lipca 1365 Mediolan             | 16 sierpnia 1358  | 27 lipca 1365                                         | Albrecht II Kulawy Joanna von Pfirt                   |
| 12 | Albrecht III Albrecht III.                  |          | 9 września 1349 Wiedeń       | 29 sierpnia 1395 Schloss Laxenburg | 27 lipca 1365     | 9 września 1379                                       | Albrecht II Kulawy Joanna von Pfirt                   |
| 13 | Leopold III Leopold III.                    |          | 1 listopada 1351 Wiedeń      | 9 lipca 1386 Sempach               | 27 lipca 1365     | 9 września 1379                                       | Albrecht II Kulawy Joanna von Pfirt                   |

W 1365 po śmierci Rudolfa IV władzę nad dobrami Habsburgów przejęli wspólnie Albrecht III i Leopold III. 9 września 1379 roku na mocy traktatu z Neuberg bracia dokonali podziału dóbr:
- Albrecht III – Dolna i Górna Austria (Austria właściwa)
- Leopold III – księstwa: Styrii i Karyntii, Marchia Wendyjska, część hrabstwa Gorycji i hrabstwo Tyrolu (Austria wewnętrzna)

#### Austria Właściwa (linia albertyńska)
| # | Imię                                                                     |          | Lata życia                 | Lata życia                         | Czas rządów      | Czas rządów          | Rodzice                                     |
| # | Imię                                                                     | Urodzony | Zmarł                      | Od                                 | Do               |                      | Rodzice                                     |
| --- | ------------------------------------------------------------------------ | -------- | -------------------------- | ---------------------------------- | ---------------- | -------------------- | ------------------------------------------- |
| 1 | Albrecht III Albrecht III.                                               |          | 9 września 1349 Wiedeń     | 29 sierpnia 1395 Schloss Laxenburg | 9 września 1379  | 29 sierpnia 1395     | Albrecht II Kulawy Joanna von Pfirt         |
| 2 | Albrecht IV Albrecht IV.                                                 |          | 19 września 1377 Wiedeń    | 14 września 1404 Klosterneuburg    | 29 sierpnia 1395 | 14 września 1404     | Albrecht III Habsburg Beatrycze Norymberska |
| 3 | Albrecht V Albrecht V.                                                   |          | 10 sierpnia 1397 Wiedeń    | 27 października 1439 Neszmély      | 14 września 1404 | 27 października 1439 | Albrecht IV Habsburg Joanna Zofia Bawarska  |
| – | Leopold IV Garbaty Leopold IV. der Dicke (z linii leopoldyńskiej) regent |          | 1371 Wiedeń                | 3 czerwca 1411 Wiedeń              | 1404             | 1411                 | Leopold III Habsburg Viridis Visconti       |
| – | Ernest Żelazny Ernst der Eiserne (z linii leopoldyńskiej) regent         |          | 1377 Bruck an der Mur      | 10 czerwca 1424 Bruck an der Mur   | 1404             | 1411                 | Leopold III Habsburg Viridis Visconti       |
| 4 | Władysław Pogrobowiec Ladislaus Postumus                                 |          | 22 lutego 1440 Komárom     | 23 listopada 1457 Praga            | 22 lutego 1440   | 23 listopada 1457    | Albrecht V Habsburg Elżbieta Luksemburska   |
| – | Fryderyk V Habsburg (z linii ernestyńskiej) regent                       |          | 21 września 1415 Innsbruck | 18 sierpnia 1493 Linz              | 1440             | 1452                 | Ernest Żelazny Cymbarka                     |
| 1457 – po śmierci Władysława Pogrobowca – zjednoczenie ziem Habsburskich pod berłem Fryderyka V (patrz niżej). |                                                                          |          |                            |                                    |                  |                      |                                             |

#### Tyrol i Austria Wewnętrzna (Styria, Karyntia i Kraina) (linia leopoldyńska)
| # | Imię                                         |          | Lata życia              | Lata życia            | Czas rządów     | Czas rządów    | Rodzice                               |
| # | Imię                                         | Urodzony | Zmarł                   | Od                    | Do              |                | Rodzice                               |
| - | -------------------------------------------- | -------- | ----------------------- | --------------------- | --------------- | -------------- | ------------------------------------- |
| 1 | Leopold III Leopold III.                     |          | 1 listopada 1351 Wiedeń | 9 lipca 1386 Sempach  | 9 września 1379 | 9 lipca 1386   | Albrecht II Kulawy Joanna von Pfirt   |
| 2 | Wilhelm I Uprzejmy Wilhelm I. der Ehrgeizige |          | ok. 1370 Wiedeń         | 15 lipca 1406 Wiedeń  | 9 lipca 1386    | 15 lipca 1406  | Leopold III Habsburg Viridis Visconti |
| 3 | Leopold IV Garbaty Leopold IV. der Dicke     |          | 1371 Wiedeń             | 3 czerwca 1411 Wiedeń | 9 lipca 1386    | 3 czerwca 1411 | Leopold III Habsburg Viridis Visconti |

##### Tyrol (młodsza linia tyrolska)
| #                                                    | Imię                                                            |          | Lata życia                     | Lata życia                | Czas rządów      | Czas rządów             | Rodzice                                      |
| #                                                    | Imię                                                            | Urodzony | Zmarł                          | Od                        | Do               |                         | Rodzice                                      |
| ---------------------------------------------------- | --------------------------------------------------------------- | -------- | ------------------------------ | ------------------------- | ---------------- | ----------------------- | -------------------------------------------- |
| 1                                                    | Fryderyk IV Puste Kieszenie Friedrich IV. mit der leeren Tasche |          | 1382                           | 24 czerwca 1439 Innsbruck | 14 września 1406 | 24 czerwca 1439         | Leopold III Habsburg Viridis Visconti        |
| 2                                                    | Zygmunt I Sigismund I.                                          |          | 26 października 1427 Innsbruck | 4 marca 1496 Innsbruck    | 24 czerwca 1439  | 19 marca 1490 Abdykował | Fryderyk IV Puste Kieszenie Anna Brunszwicka |
| –                                                    | Fryderyk V Habsburg (z linii ernestyńskiej) regent              |          | 21 września 1415 Innsbruck     | 18 sierpnia 1493 Linz     | 1439             | 1446                    | Ernest Żelazny Cymbarka                      |
| 3                                                    | Maksymilian I Maximilian I.                                     |          | 22 marca 1459 Wiener Neustadt  | 12 stycznia 1519 Wels     | 19 marca 1490    | 18 sierpnia 1493        | Fryderyk V Habsburg Eleonora Aviz            |
| 1493 – zjednoczenie z Austrią Właściwą (Patrz niżej) |                                                                 |          |                                |                           |                  |                         |                                              |

##### Styria, Karyntia, Kraina (starsza, linia ernestyńska)
| #                                                    | Imię                                              |          | Lata życia                 | Lata życia                       | Czas rządów      | Czas rządów       | Rodzice                               |
| #                                                    | Imię                                              | Urodzony | Zmarł                      | Od                               | Do               |                   | Rodzice                               |
| ---------------------------------------------------- | ------------------------------------------------- | -------- | -------------------------- | -------------------------------- | ---------------- | ----------------- | ------------------------------------- |
| 1                                                    | Ernest Żelazny Ernst der Eiserne                  |          | 1377 Bruck an der Mur      | 10 czerwca 1424 Bruck an der Mur | 14 września 1406 | 10 czerwca 1424   | Leopold III Habsburg Viridis Visconti |
| 2                                                    | Albrecht VI Szczodry Albrecht VI. der Freigiebige |          | 12 grudnia 1418 Wiedeń     | 2 grudnia 1463 Wiedeń            | 10 czerwca 1424  | 2 grudnia 1463    | Ernest Żelazny Cymbarka               |
| 3                                                    | Fryderyk V Friedrich V.                           |          | 21 września 1415 Innsbruck | 18 sierpnia 1493 Linz            | 10 czerwca 1424  | 23 listopada 1457 | Ernest Żelazny Cymbarka               |
| 1457 – zjednoczenie z Austrią Właściwą (Patrz niżej) |                                                   |          |                            |                                  |                  |                   |                                       |

## Arcyksięstwo Austriackie(1453-1804)
Tytuł arcyksięcia uzurpowany był od 1359 (wydanie Privilegium Maius), formalnie został potwierdzony w 1453 roku, gdy Fryderyk V został wybrany cesarzem.

### Habsburgowie
| # | Imię                    |          | Lata życia                 | Lata życia            | Czas rządów       | Czas rządów      | Rodzice                 |
| # | Imię                    | Urodzony | Zmarł                      | Od                    | Do                |                  | Rodzice                 |
| - | ----------------------- | -------- | -------------------------- | --------------------- | ----------------- | ---------------- | ----------------------- |
| 1 | Fryderyk V Friedrich V. |          | 21 września 1415 Innsbruck | 18 sierpnia 1493 Linz | 23 listopada 1457 | 18 sierpnia 1493 | Ernest Żelazny Cymbarka |

### Korwinowie
Maciej Korwin zajął i przyłączył do Węgier Dolną Austrię (1477–1490). Wiedeń zdobył w 1485 roku i przeniósł tam swoją siedzibę. Tytułował się Księciem Austrii. Po jego śmierci Fryderyk V odzyskał Wiedeń.
| # | Imię                                        |          | Lata życia               | Lata życia              | Czas rządów    | Czas rządów      | Rodzice                       |
| # | Imię                                        | Urodzony | Zmarł                    | Od                      | Do             |                  | Rodzice                       |
| - | ------------------------------------------- | -------- | ------------------------ | ----------------------- | -------------- | ---------------- | ----------------------------- |
| – | Maciej Korwin Hunyadi Mátyás Książę Austrii |          | 23 lutego 1443 Koloszwar | 26 kwietnia 1490 Wiedeń | 1 czerwca 1485 | 26 kwietnia 1490 | Jan Hunyady Elżbieta Szilágyi |

### Habsburgowie (właściwi)
| # | Imię                        |          | Lata życia                    | Lata życia             | Czas rządów      | Czas rządów                | Rodzice                           |
| # | Imię                        | Urodzony | Zmarł                         | Od                     | Do               |                            | Rodzice                           |
| - | --------------------------- | -------- | ----------------------------- | ---------------------- | ---------------- | -------------------------- | --------------------------------- |
| 2 | Maksymilian I Maximilian I. |          | 22 marca 1459 Wiener Neustadt | 12 stycznia 1519 Wels  | 18 sierpnia 1493 | 12 stycznia 1519           | Fryderyk V Habsburg Eleonora Aviz |
| 3 | Karol I Karl I.             |          | 24 lutego 1500 Gent           | 21 września 1558 Yuste | 12 stycznia 1519 | 28 kwietnia 1521 Abdykował | Filip I Piękny Joanna Szalona     |
| 4 | Ferdynand I Ferdinand I.    |          | 10 marca 1503 Madryt          | 25 lipca 1564 Wiedeń   | 28 kwietnia 1521 | 25 lipca 1564              | Filip I Piękny Joanna Szalona     |

1564 – podział dóbr Habsburskich po śmierci Ferdynanda I.

#### Austria Wewnętrzna (Styria, Karyntia i Karniola)
| #                                                    | Imię                         |          | Lata życia            | Lata życia            | Czas rządów   | Czas rządów   | Rodzice                               |
| #                                                    | Imię                         | Urodzony | Zmarł                 | Od                    | Do            |               | Rodzice                               |
| ---------------------------------------------------- | ---------------------------- | -------- | --------------------- | --------------------- | ------------- | ------------- | ------------------------------------- |
| 1                                                    | Karol II Karl II.            |          | 3 czerwca 1540 Wiedeń | 10 lipca 1590 Graz    | 25 lipca 1564 | 10 lipca 1590 | Ferdynand I Habsburg Anna Jagiellonka |
| 2                                                    | Ferdynand III Ferdinand III. |          | 9 lipca 1578 Graz     | 15 lutego 1637 Wiedeń | 10 lipca 1590 | 20 marca 1619 | Karol II Habsburg Maria Anna Bawarska |
| 1619 – zjednoczenie z Austrią Właściwą (Patrz niżej) |                              |          |                       |                       |               |               |                                       |

#### Tyrol i Austria Przednia
| #                                           | Imię                                           |          | Lata życia                           | Lata życia                | Czas rządów      | Czas rządów      | Rodzice                                   |
| #                                           | Imię                                           | Urodzony | Zmarł                                | Od                        | Do               |                  | Rodzice                                   |
| ------------------------------------------- | ---------------------------------------------- | -------- | ------------------------------------ | ------------------------- | ---------------- | ---------------- | ----------------------------------------- |
| 1                                           | Ferdynand II Ferdinand II.                     |          | 14 czerwca 1529 Linz                 | 24 stycznia 1595          | 25 lipca 1564    | 24 stycznia 1595 | Ferdynand I Habsburg Anna Jagiellonka     |
| 1595-1602 – zjednoczenie z Austrią Właściwą |                                                |          |                                      |                           |                  |                  |                                           |
| 2                                           | Maksymilian III Maximilian III.                |          | 12 października 1558 Wiener Neustadt | 2 listopada 1618 Wiedeń   | 1602             | 2 listopada 1618 | Maksymilian II Habsburg Maria Hiszpańska  |
| 3                                           | Leopold V Leopold V.                           |          | 9 października 1586 Graz             | 13 września 1632 Schwaz   | 1619             | 13 września 1632 | Karol II Habsburg Maria Anna Bawarska     |
| 4                                           | Ferdynand Karol Ferdinand Karl                 |          | 17 maja 1628                         | 30 grudnia 1662 Kaltern   | 13 września 1632 | 30 grudnia 1662  | Leopold V Habsburg Klaudia Medycejska     |
| –                                           | Klaudia Medycejska Klaudia de’ Medici Regentka |          | 4 czerwca 1604 Florencja             | 25 grudnia 1648 Innsbruck | 1632             | 1646             | Ferdynand I Medyceusz Krystyna Lotaryńska |
| 5                                           | Zygmunt Franciszek Sigismund Franz             |          | 27 listopada 1630 Innsbruck          | 25 czerwca 1665 Innsbruck | 30 grudnia 1662  | 25 czerwca 1665  | Leopold V Habsburg Klaudia Medycejska     |
| 1665 – zjednoczenie z Austrią Właściwą      |                                                |          |                                      |                           |                  |                  |                                           |

#### Austria Właściwa
| #  | Imię                          |          | Lata życia                 | Lata życia                     | Czas rządów          | Czas rządów               | Rodzice                                                   |
| #  | Imię                          | Urodzony | Zmarł                      | Od                             | Do                   |                           | Rodzice                                                   |
| -- | ----------------------------- | -------- | -------------------------- | ------------------------------ | -------------------- | ------------------------- | --------------------------------------------------------- |
| 5  | Maksymilian II Maximilian II. |          | 31 lipca 1527 Wiedeń       | 12 października 1576 Ratyzbona | 25 lipca 1564        | 12 października 1576      | Ferdynand I Habsburg Anna Jagiellonka                     |
| 6  | Rudolf V Rudolf V.            |          | 18 lipca 1552 Wiedeń       | 20 stycznia 1612 Praga         | 12 października 1576 | 25 czerwca 1608 Abdykował | Maksymilian II Habsburg Maria Hiszpańska                  |
| 7  | Maciej I Matthias I.          |          | 24 lutego 1557 Wiedeń      | 20 marca 1619 Wiedeń           | 25 czerwca 1608      | 20 marca 1619             | Maksymilian II Habsburg Maria Hiszpańska                  |
| 8  | Ferdynand III Ferdinand III.  |          | 9 lipca 1578 Graz          | 15 lutego 1637 Wiedeń          | 20 marca 1619        | 15 lutego 1637            | Karol Styryjski Maria Anna Bawarska                       |
| 9  | Ferdynand IV Ferdinand IV.    |          | 13 lipca 1608 Graz         | 2 kwietnia 1657 Wiedeń         | 15 lutego 1637       | 2 kwietnia 1657           | Ferdynand III Habsburg Maria Anna Bawarska                |
| 10 | Leopold VI Leopold VI.        |          | 9 czerwca 1640 Wiedeń      | 5 maja 1705 Wiedeń             | 2 kwietnia 1657      | 5 maja 1705               | Ferdynand IV Habsburg Maria Anna Habsburg                 |
| 11 | Józef I Joseph I.             |          | 26 lipca 1678 Wiedeń       | 17 kwietnia 1711 Wiedeń        | 5 maja 1705          | 17 kwietnia 1711          | Leopold VI Habsburg Eleonora Magdalena von Pfalz-Neuburg  |
| 12 | Karol VI Karl VI.             |          | 1 października 1685 Wiedeń | 20 października 1740 Wiedeń    | 17 kwietnia 1711     | 20 października 1740      | Leopold VI Habsburg Eleonora Magdalena von Pfalz-Neuburg  |
| 13 | Maria Teresa Maria Theresia   |          | 13 maja 1717 Wiedeń        | 29 listopada 1780 Wiedeń       | 20 października 1740 | 29 listopada 1780         | Karol III Habsburg Elżbieta von Braunschweig-Wolfenbüttel |

### Dynastia habsbursko-lotaryńska
| #  | Imię                                      |          | Lata życia               | Lata życia                 | Czas rządów                        | Czas rządów                            | Rodzice                                               |
| #  | Imię                                      | Urodzony | Zmarł                    | Od                         | Do                                 |                                        | Rodzice                                               |
| -- | ----------------------------------------- | -------- | ------------------------ | -------------------------- | ---------------------------------- | -------------------------------------- | ----------------------------------------------------- |
| 14 | Franciszek I Lotaryński Franz I. Koregent |          | 8 grudnia 1708 Nancy     | 18 sierpnia 1765 Innsbruck | 21 października 1740               | 18 sierpnia 1765                       | Leopold Józef Lotaryński Elżbieta Charlotta Orleańska |
| 15 | Józef II Joseph II.                       |          | 13 marca 1741 Wiedeń     | 20 lutego 1790 Wiedeń      | 29 listopada 1780 Koregent od 1765 | 20 lutego 1790                         | Franciszek I Lotaryński Maria Teresa Habsburg         |
| 16 | Leopold VII Leopold VII.                  |          | 5 maja 1747 Wiedeń       | 1 marca 1792 Wiedeń        | 20 lutego 1790                     | 1 marca 1792                           | Franciszek I Lotaryński Maria Teresa Habsburg         |
| 17 | Franciszek II Franz II.                   |          | 12 lutego 1768 Florencja | 2 marca 1835 Wiedeń        | 1 marca 1792                       | 11 sierpnia 1804 Proklamowany cesarzem | Leopold VII Habsburg Maria Ludwika Hiszpańska         |

## Cesarstwo Austrii(1804-1918)
11 sierpnia 1804 dotychczasowy arcyksiążę Franciszek II ogłosił się na mocy własnej decyzji Cesarzem Austrii

### Dynastia habsbursko-lotaryńska
| # | Imię                                           |          | Lata życia                            | Lata życia                   | Czas rządów       | Czas rządów              | Rodzice                                              |
| # | Imię                                           | Urodzony | Zmarł                                 | Od                           | Do                |                          | Rodzice                                              |
| - | ---------------------------------------------- | -------- | ------------------------------------- | ---------------------------- | ----------------- | ------------------------ | ---------------------------------------------------- |
| 1 | Franciszek I Franz I.                          |          | 12 lutego 1768 Florencja              | 2 marca 1835 Wiedeń          | 11 sierpnia 1804  | 2 marca 1835             | Leopold VII Habsburg Maria Ludwika Burbon            |
| 2 | Ferdynand I Dobrotliwy Ferdinand I. der Gütige |          | 19 kwietnia 1793 Wiedeń               | 29 czerwca 1875 Praga        | 2 marca 1835      | 2 grudnia 1848 Abdykował | Franciszek I Habsburg Maria Teresa Burbon-Sycylijska |
| 3 | Franciszek Józef I Franz Joseph I.             |          | 18 sierpnia 1830 Schönbrunn           | 21 listopada 1916 Schönbrunn | 2 grudnia 1848    | 21 listopada 1916        | Franciszek Karol Habsburg Zofia Wittelsbach          |
| 4 | Karol I Karl I.                                |          | 17 sierpnia 1887 Persenbeug-Gottsdorf | 1 kwietnia 1922 Funchal      | 21 listopada 1916 | 11 listopada 1918        | Otto Franciszek Austriacki Maria Józefa Saska        |

## Pretendenci do tronu Austrii

### Dynastia habsbursko-lotaryńska
| # | Imię     |          | Lata życia                            | Lata życia              | Czas rządów       | Czas rządów     | Rodzice                                        |
| # | Imię     | Urodzony | Zmarł                                 | Od                      | Do                |                 | Rodzice                                        |
| - | -------- | -------- | ------------------------------------- | ----------------------- | ----------------- | --------------- | ---------------------------------------------- |
| 1 | Karol I  |          | 17 sierpnia 1887 Persenbeug-Gottsdorf | 1 kwietnia 1922 Funchal | 11 listopada 1918 | 1 kwietnia 1922 | Otto Franciszek Austriacki Maria Józefa Saska  |
| 2 | Otto I   |          | 20 listopada 1912 zamek Wartholz      | 4 lipca 2011 Pöcking    | 1 kwietnia 1922   | 1 stycznia 2007 | Karol I Habsburg Zyta Burbon-Parmeńska         |
| 3 | Karol II |          | 11 stycznia 1961 Starnberg            |                         | 1 stycznia 2007   | nadal           | Otto von Habsburg Regina von Sachsen-Meiningen |